# Markel Brown
Pour les articles homonymes, voir Brown.
Markel Brown, né le 29 janvier 1992 à Alexandria, Louisiane (États-Unis), est un joueur américain de basket-ball. Il évolue au poste d'arrière.

## Carrière universitaire
En 2010, il rejoint les Cowboys d'Oklahoma State en NCAA.

## Carrière professionnelle
Brown est choisi en 44e place par les Timberwolves du Minnesota lors de la draft 2014 de la NBA. Le soir de la draft, il est transféré aux Nets de Brooklyn.
En juillet 2014, il participe à la NBA Summer League avec les Nets. Le 23 juillet, il signe son premier contrat professionnel avec les Nets.
En juillet 2018, Brown rejoint le club turc de Darüşşafaka.

## Statistiques

### Universitaires
Les statistiques en matchs universitaires de Markel Brown sont les suivantes :
| Année     | Équipe                   | Matches | Titul. | Min./m. | %tir | %3pts | %l-f | rbds/m. | pass/m. | int/m. | ctr/m. | pts/m. |
| --------- | ------------------------ | ------- | ------ | ------- | ---- | ----- | ---- | ------- | ------- | ------ | ------ | ------ |
| 2010-2011 | Cowboys d'Oklahoma State | 34      | 10     | 21,6    | 40,1 | 26,7  | 60,7 | 2,53    | 1,44    | 0,82   | 0,97   | 6,44   |
| 2011-2012 | Cowboys d'Oklahoma State | 33      | 26     | 31,1    | 42,6 | 31,9  | 73,2 | 5,12    | 2,42    | 1,24   | 0,58   | 10,55  |
| 2012-2013 | Cowboys d'Oklahoma State | 33      | 33     | 34,1    | 43,7 | 36,4  | 76,0 | 4,42    | 2,42    | 1,00   | 0,79   | 15,33  |
| 2013-2014 | Cowboys d'Oklahoma State | 34      | 34     | 35,3    | 47,3 | 37,9  | 76,8 | 5,26    | 2,91    | 1,00   | 1,03   | 17,18  |
| Total     |                          | 134     | 103    | 30,5    | 44,1 | 34,8  | 73,3 | 4,33    | 2,30    | 1,01   | 0,84   | 12,37  |

## Palmarès
- 2x All-Big 12 Second Team (2013–2014)
- Louisiana Mr. Basketball (2010)